# Бруссард, Аарон
Аарон Бруссард (англ. Aaron Broussard; род. 14 апреля 1990, Федерал-Уэй, штат Вашингтон, США) — американский профессиональный баскетболист, играющий на позиции атакующего защитника.

## Карьера
С 2008 по 2012 годы Бруссард проходил обучение в Университете Сиэтла и играл за местную команду «Сиэтл Редхокс» в NCAA. Свою лучшую статистику в студенческой лиге Аарон продемонстрировал в заключительном сезоне – 18,2 очка, 6,5 подбора, 1 передача и 1,6 перехвата за 29,2 минуты игрового времени. По итогам сезонов 2010/2011 и 2011/2012 входил в первую пятёрку конференции.
После того, как в 2012 году Бруссард не был выбран на драфте НБА, он отправился в Европу, и первым его профессиональным клубом стал исландский «Гриндавик». В его составе он стал лидером со средними показателями в 24,3 очка, 9,3 подбора и 3,7 передачи и одним из тех, кто привёл команду сначала к финалу Кубка Исландии, затем к чемпионству страны. За отличную статистику он получил титул MVP плей-офф, а также был признан лучшим иностранным игроком и лучшим форвардом.
Сезон 2013/2014 Бруссард провёл в клубе «Сорг», выступавшем в третьем дивизионе страны, и вновь стал лидером своей команды со средними цифрами в 19,3 очка, 5,5 подбора, 2,8 передачи и 2,1 перехвата, заслужив титулы лучшего иностранного игрока дивизиона.
В 2014 году Бруссард перешёл в другой французский клуб «Прованс Баскет» из второго дивизиона чемпионата Франции. В нём он провёл 3 сезона, показав в заключительном среднюю статистику в 14,7 очка, 4,6 подбора и 3,2 передачи.
В сезоне 2017/2018 Бруссард выступал в польском чемпионате в составе клуба «МКС Домброва-Гурнича». Статистика Аарона составила 14,3 очка, 5,4 подбора, 4,6 передачи и 1,5 перехвата.
В июле 2018 года Бруссард подписал контракт с «Нижним Новгородом», но в ноябре покинул клуб. В Единой лиге ВТБ он принял участие в 1 матче и отметился 5 очками, 2 подборами и 4 передачами. В Лиге чемпионов ФИБА его статистика в 2 играх составила 7,5 очка, 1,5 подбора и 1,5 передачи.
Свою карьеру Бруссард продолжил в «Анвиле», с которым стал чемпионом Польши.
В июле 2019 года Бруссард перешёл в «Орадю».

## Достижения
- Чемпион Исландии: 2012/2013
- Чемпион Польши: 2018/2019